# I.R.S. Records
I.R.S. Records (International Record Syndicate) — звукозаписывающая компания, образованная в 1979 году в США Майлзом Коплендом (менеджером Wishbone Ash, The Police, позже — Стинга) совместно с Джеем Бобергом (англ. Jay Boberg) и Кралом Грассо (англ. Kral Grasso). Британским «родственником» I.R.S. был созданный Коплендом лейбл Illegal Records.
Продукция I.R.S. распространялась до 1985 года компанией A&M Records, затем до 1990 года — MCA Records и, наконец, EMI. В 1996 году лейбл прекратил своё существование.

## Исполнители I.R.S. Records
- The Alarm
- The Animals
- The Beat
- Black Sabbath
- The Buzzcocks
- John Cale
- Camper Van Beethoven
- Belinda Carlisle
- Concrete Blonde
- The Cramps
- Dread Zeppelin
- Karel Fialka
- Fine Young Cannibals
- The Fleshtones
- General Public
- The Go-Go's
- Human Switchboard
- Lords of the New Church
- Marillion
- Nuclear Assault
- Oingo Boingo
- Over the Rhine
- Gary Numan
- R.E.M.
- Squeeze
- The Stranglers
- Suburban Lawns
- Wall of Voodoo
- Wishbone Ash
- Tom Verlaine